# Kamal Ganzouri
Kamal Ganzouri (tiếng Ả Rập: كمال الجنزورى, IPA: [kæmæːl elɡænzuːɾi], sinh ngày 12 tháng 1 năm 1933) là một nhà kinh tế Ai Cập từng là Thủ tướng Ai Cập từ ngày 7 tháng 12 năm 2011 đến ngày 24 tháng 7 năm 2012. Trước đây, 1996-1999. Ông lên nắm quyền vào năm 1996 kế nhiệm Atef Sedki, và lần lượt kế nhiệm bởi Atef Ebeid vào năm 1999. Ông được mệnh danh là Bộ trưởng Bộ Người nghèo và Bộ trưởng Đối lập vì cách giải quyết những người có thu nhập thấp và phe đối lập. Trước khi trở thành Thủ tướng, Ganzouri từng là Bộ trưởng Kế hoạch và Hợp tác Quốc tế. Vào ngày 24 tháng 11 năm 2011, các nhà lãnh đạo quân sự Ai Cập đã bổ nhiệm ông làm Thủ tướng Chính phủ. Ông tuyên thệ nhậm chức vào ngày 7 tháng 12 năm 2011.